# Westville (Georgia)

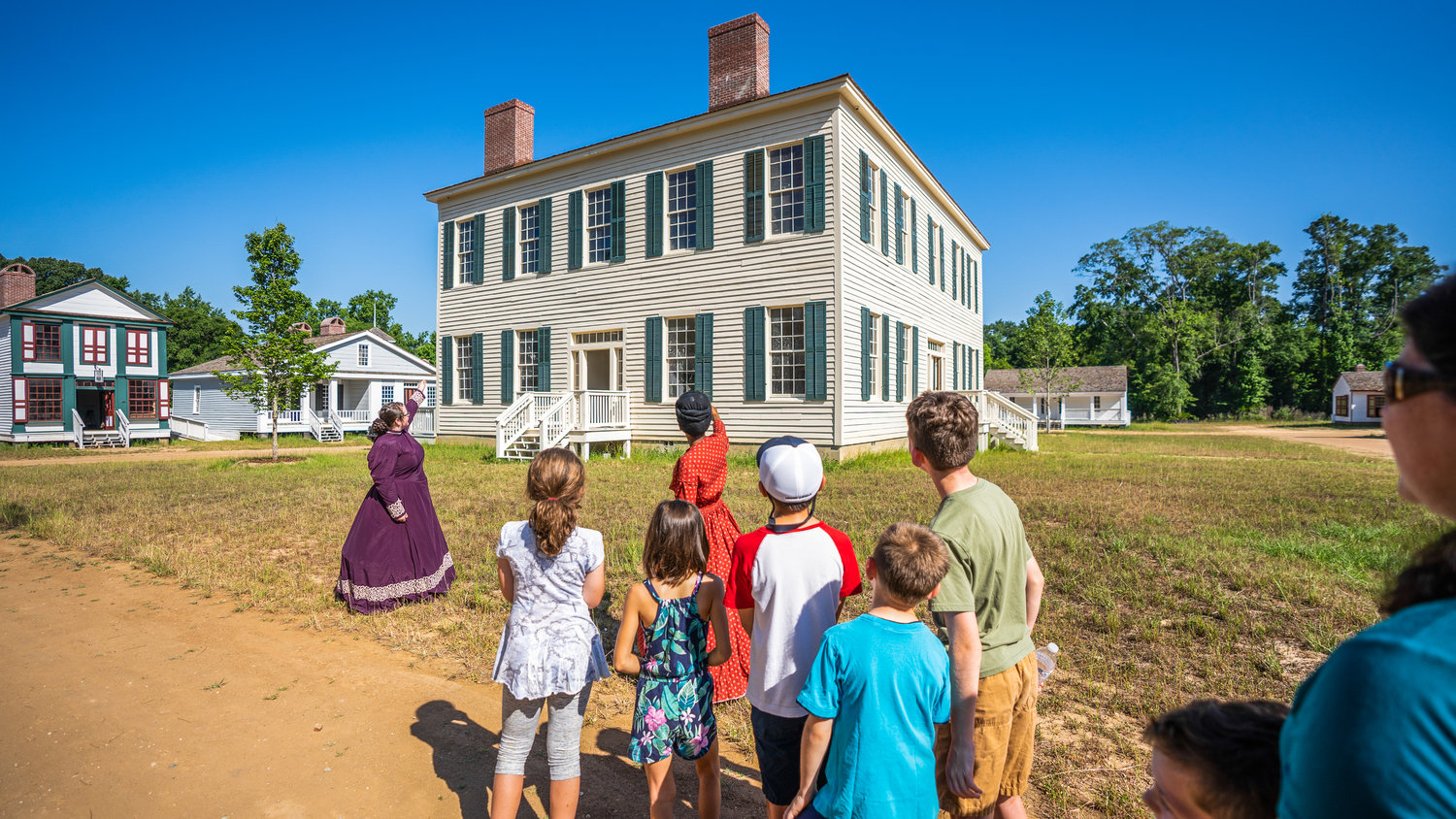
Recorrido por el histórico Westville con vista a su palacio de justicia

Historic Westville fue un museo de historia que representaba una ciudad de Georgia del siglo XIX y que se ubicaba en Columbus, (Georgia, Estados Unidos). 
Westville es una recreación de un pueblo histórico con 17 edificios amueblados antes de la guerra civil estadounidense. Se preveía que 14 más se trasladasen a su nueva ubicación. Esto se logra manteniendo un entorno de pueblo auténtico, recogiendo y preservando utensilios, demostrando habilidades laborales tradicionales, talleres y eventos especiales. Todos los días, la "gente del pueblo" vestida de época mostraba trabajos de carpintería, confección, herrería y otras habilidades propias de mediados del siglo XIX. Entre los edificios reproducidos había un palacio de justicia, iglesias, tiendas, tiendas de artesanía y residencias.
Westville se mudó a Columbus (Georgia) desde Lumpkin (Georgia) y reabrió el 22 de junio de 2019. En 2024 se cerró permanentemente. 

## Breve historia de John Word West
La historia de Westville está conectada con el teniente coronel. John Word West, profesor de historia en North Georgia College en Dahlonega . West nació en 1876 en un momento crítico de cambio en Georgia debido a los dramáticos cambios económicos y sociales causados por la reciente guerra civil estadounidense (1861-1865). Además, los grandes cambios fueron provocados por el nuevo crecimiento de Atlanta y el posterior declive de la agricultura. Cuando era niño, West pasó muchas horas escuchando a sus abuelos hablar sobre la antigua forma de vida que estaba desapareciendo. West escuchó atentamente y absorbió las historias y aprendió las viejas habilidades. Más tarde convertiría esas experiencias en su propio museo en donde las conservaría. Como maestro de escuela secundaria y universidad, en 1928 West se comprometió a sí mismo y con su propio dinero a salvar "Georgiana": los edificios, las herramientas, los muebles y las habilidades laborales del asentamiento de Georgia. Admiró el trabajo de otros dos estadounidenses que también tomaron la historia en sus propias manos: Rockefeller y Ford. John D. Rockefeller, Jr. (Standard Oil Company) había fundado Colonial Williamsburg en Virginia en 1927. Henry Ford (fabricante de automóviles) había fundado Greenfield Village en Dearborn, Míchigan, en 1928. West pidió consejo a ambos hombres e incluso pudo haber intercambiado artefactos con Ford. 
En 1928, John West inauguró "La feria de 1850" en la antigua autopista 41 en Jonesboro (Georgia), a unas veinte millas al sur de Atlanta. Para West, la Feria era la versión del Sur Profundo de Williamsburg y Greenfield Village. De 1932 a 1934 trasladó los edificios más antiguos de su colección al recinto de la Feria. Uno de esos edificios que se mudó a Jonesboro fue la casa de troncos de sus abuelos, en la que había pasado tanto tiempo cuando era joven. Quizás igual de importante, él y otros demostraron las artesanías "anticuadas" para los visitantes: carpintería, confección de telas, cocina en hogar abierto, fabricación de calzado y similares. 
La causa de West fue mayor que el salario de su maestro. También resultó ser más grande que la visión del liderazgo político de Georgia. West intentó sin éxito que el Estado se hiciera cargo de su proyecto antes de morir en 1961.

## Era Lumpkin de Westville

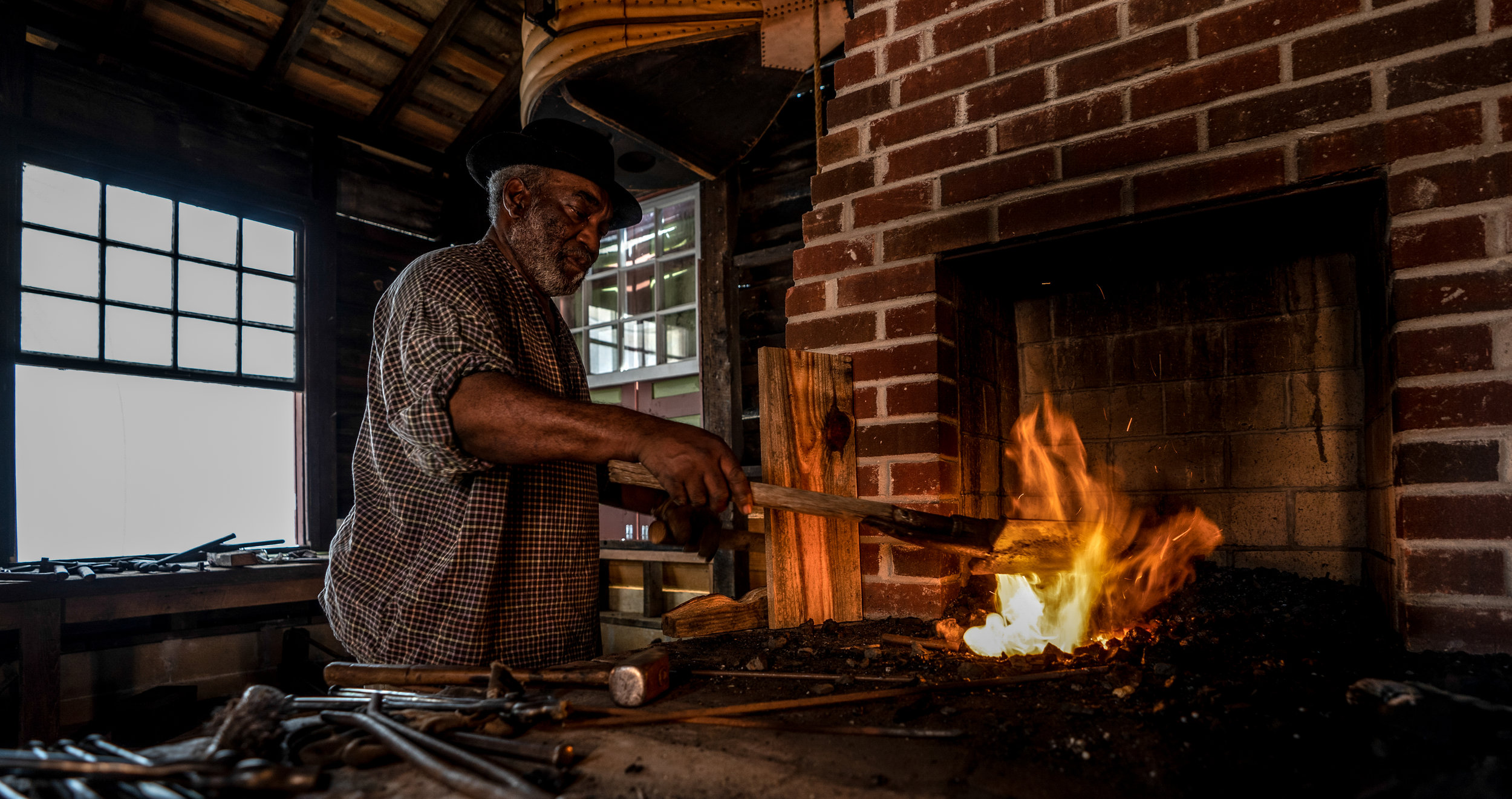
Herrero de plomo histórico de Westville trabajando en su fragua

Sin embargo, la Feria estaba lejos de terminar. Su rescate provino de lo más profundo de la Georgia rural y no del gobierno estatal de Atlanta. Cinco años después de la muerte de West, los ciudadanos del condado de Stewart decidieron crear una nueva industria: el turismo patrimonial. El condado de Stewart estaba en ese momento haciendo una transición para alejarse de su economía agrícola tradicional. El condado todavía tenía muchos edificios y artefactos de los días anteriores a la Guerra Civil. También tenía personas que habían crecido con las artesanías que a West le encantaban. En algunos aspectos, el condado de Stewart de 1850 todavía existía en 1966. 

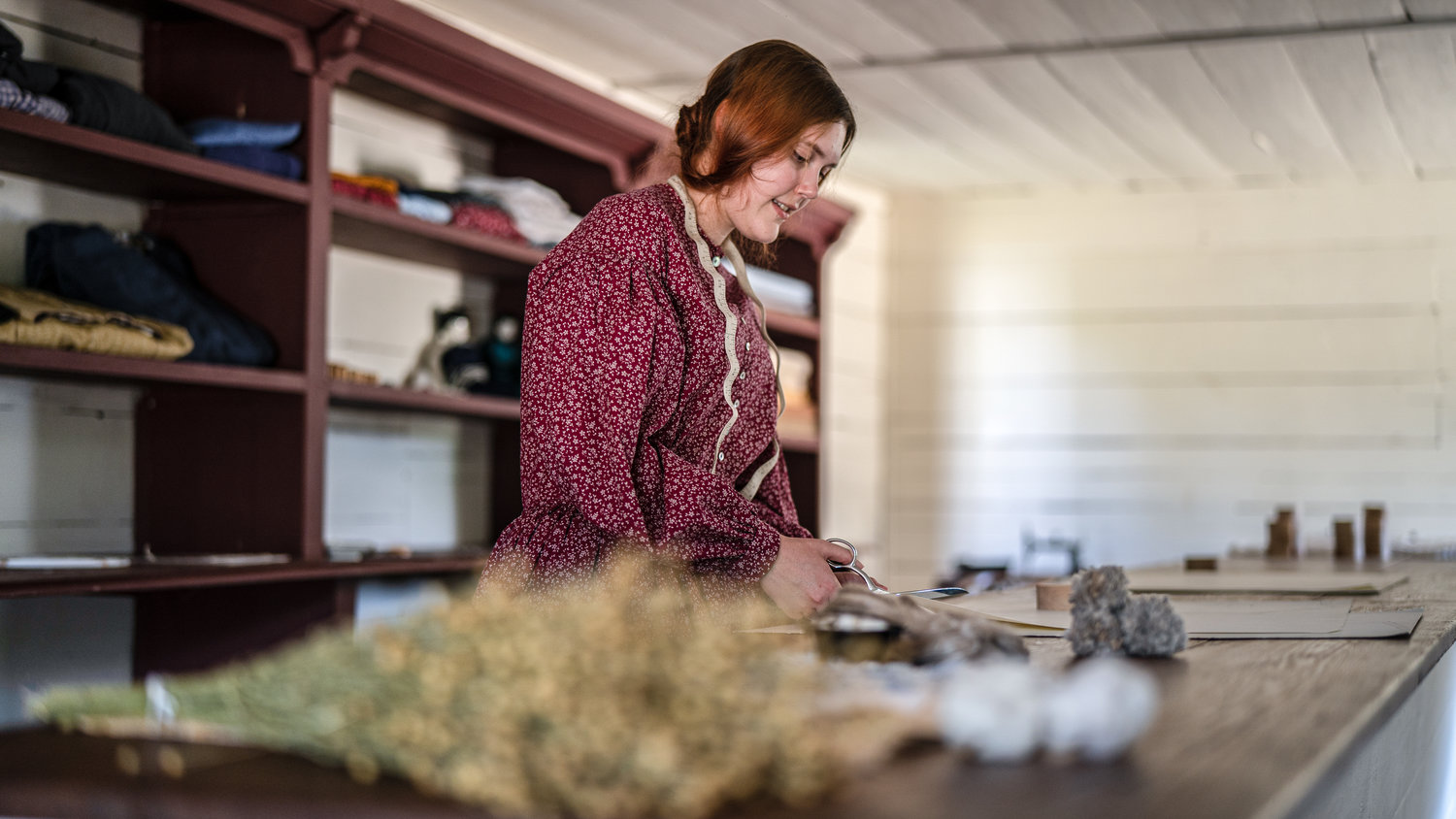
Modista en Historic Westville

La salvación de la colección West provino de un colega que conocía a John West, y probablemente había pasado un tiempo en su juventud en la Feria de 1850: el Dr. Joseph Mahan, curador del Museo de Artes y Oficios de Columbus (ahora Museo de Columbus) ). Mahan asumió la salvación del legado de West como su misión personal. Una noche, durante una cena en The Singers, Mahan explicó la Colección West y su visión de la creación de un pueblo donde las casas históricas podrían trasladarse y salvarse, realizar artesanías y oficios históricos y emplear a los lugareños en el proceso. Con mucho aliento y liderazgo de Joseph Mahan, recibió para el museo la donación de 59 acres de tierra en el lado sur de Lumpkin. De ahí el establecimiento de Artesanías Históricas de Westville en junio de 1966. 

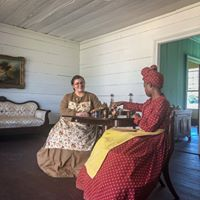
Dos de los intérpretes de Historic Westville, en el salón de Singer House

Para 1969, el nuevo museo había comprado la Colección West y se abrió al público en la primavera de 1970. Los seis edificios más antiguos en el sitio de Jonesboro se trasladaron a Westville, junto con muchos artefactos de West. El resto de la colección ha sido reunida principalmente por donación de muchas personas diferentes. En 2001, Westville Historic Handicrafts se convirtió en Historic Westville con el objetivo de expandir la interpretación de las artesanías a la interpretación de la historia viva, demostraciones y artesanías mientras se cuenta la historia del oeste de Georgia. 
El presidente de la junta ejecutiva de Westville, Tripp Blankenship, había estado considerando seriamente trasladar el museo de historia viviente a Columbus (Georgia). En consecuencia, el 23 de octubre de 2014 se realizó una protesta contra el plan. A partir de julio de 2016, se cerró el sitio de Lumpkin.

## Nuevo sitio
Historic Westville reabrió sus puertas el 22 de junio de 2019 en Columbus, GA. El sitio estaba abierto de miércoles a domingo al público y ofrecía programas escolares y excursiones. Se estaban poniendo en marcha planes para ampliar la interpretación y trasladar otros edificios del sitio de Lumpkin según lo permitiesen los fondos.
La contribución de John West se apreciaba en un contexto más amplio. Con la excepción de unos pocos años en la década de 1960, el proyecto de West ha mostrado el modo de vida "georgiano" al público de forma continua desde 1928. Historic Westville, por lo tanto, puede afirmar con razón que tiene sus raíces en el tercer proyecto de historia viva más antiguo de Estados Unidos, constituyendo el legado duradero de John West. 
Desde octubre de 2019, Historic Westville ofrecía demostraciones en vivo, con intérpretes de artesanía todos los días, vestidos con ropa precisa para la época de 1840-1860. Sus historiadores vivos involucraban al público con un diálogo sobre la vida en Georgia del Sur durante el siglo XIX. El énfasis recaía en las historias únicas y diversas de las personas que hicieron del área de Georgia del Sur su hogar. 
Historic Westville contaba con cinco intérpretes expertos en oficios tradicionales. La marroquinería y la fabricación de botas se mostraban en Singer Boot Shop, mientras que el acolchado de Georgia del Sur se encontraba en Singer House. La carpintería tradicional se exponía en West Wood Shop, mientras que la herrería se ubicaba en Woodruff Blacksmith Shop. En Westville también había una modista que cosía a mano toda la ropa que utilizaban los intérpretes empleados en el sitio. La cocina de hogar abierto estuvo disponible a principios del invierno de 2019. Los artesanos empleaban métodos y técnicas históricas. Las herramientas de la época se exhibían en las casas y se usaban ocasionalmente.
En septiembre de 2024, el museo cerró sus puertas, en parte por la crisis generada tras la epidemia de Coronavirus.